# Pandeli Majko
Pandeli Sotir Majko (sinh ngày 15 tháng 11 năm 1967 tại Tirana) là chính trị gia xã hội chủ nghĩa người Albania. Ông hai lần đảm nhiệm chức vụ Thủ tướng Albania; một lần từ 1998 đến 1999 và một lần nữa vào năm 2002.
Ông tốt nghiệp Đại học Tirana, Khoa Kỹ thuật cơ khí, và sau đó là Luật.

## Sự nghiệp chính trị ban đầu
Majko là thành viên của Diễn đàn Thanh niên Xã hội Euro (FRESH) kể từ khi thành lập năm 1992. FRESH là một thành viên của Liên minh Thanh niên Xã hội Chủ nghĩa Quốc tế. Từ năm 1992 đến năm 1995, Majko giữ chức Chủ tịch của FRESH. Cựu Thủ tướng Ilir Meta cũng là một thành viên của FRESH.
Năm 1992, ông vào Quốc hội Albania với tư cách là nghị sĩ của Đảng Xã hội. Năm 1997-2001, ông tham gia ủy ban nghị viện với nhiệm vụ soạn thảo Hiến pháp mới của Albania. Năm 1997-1998 Majko là tổng thư ký của Đảng Xã hội và là người đứng đầu nhóm nghị sĩ.
Kể từ ngày 13 tháng 9 năm 2017, ông được ủy nhiệm làm Bộ trưởng Nhà nước cho người di cư